# Gewichtheffen op de Olympische Zomerspelen 2000
Gewichtheffen is een van de sporten die beoefend werden tijdens de Olympische Zomerspelen 2000 in Sydney.

## Heren

### tot 56 kg
| rang   | sporter(s)        | land | trekken  | stoten   | totaal   |
| ------ | ----------------- | ---- | -------- | -------- | -------- |
| Goud   | Halil Mutlu       | TUR  | 137.5 kg | 167.5 kg | 305.0 kg |
| Zilver | Wu Wenxiong       | CHN  | 125.0 kg | 162.5 kg | 287.5 kg |
| Brons  | Zhang Xiangxiang  | CHN  | 125.0 kg | 162.5 kg | 287.5 kg |
| 4      | Wang Shin-Yuan    | TPE  | 125.0 kg | 160.0 kg | 285.0 kg |
| 5      | Sergio Alvarez    | CUB  | 120.0 kg | 155.0 kg | 275.0 kg |
| 6      | Adrian Ioan Jigău | ROU  | 122.5 kg | 152.5 kg | 275.0 kg |
| 7      | Vitali Derbenev   | BLR  | 125.0 kg | 150.0 kg | 275.0 kg |
| 8      | Yang Chin-Yi      | TPE  | 120.0 kg | 150.0 kg | 270.0 kg |

### tot 62 kg
| rang   | sporter(s)          | land | trekken  | stoten   | totaal   |
| ------ | ------------------- | ---- | -------- | -------- | -------- |
| Goud   | Nikolai Pesjalov    | CRO  | 150.0 kg | 175.0 kg | 325.0 kg |
| Zilver | Leonidas Sampanis   | GRE  | 147.5 kg | 170.0 kg | 317.5 kg |
| Brons  | Gennadi Olesjtsjoek | BLR  | 142.5 kg | 175.0 kg | 317.5 kg |
| 4      | Le Maosheng         | CHN  | 140.0 kg | 175.0 kg | 315.0 kg |
| 5      | Seyed Mahdi Panzvan | IRI  | 140.0 kg | 162.5 kg | 302.5 kg |
| 6      | Hiroshi Ikehata     | JPN  | 135.0 kg | 165.0 kg | 300.0 kg |
| 7      | Vladimir Popov      | MDA  | 135.0 kg | 160.0 kg | 295.0 kg |
| 8      | Elkhan Suleymanov   | AZE  | 130.0 kg | 162.5 kg | 292.5 kg |

### tot 69 kg
| rang   | sporter(s)        | land | trekken  | stoten   | totaal   |
| ------ | ----------------- | ---- | -------- | -------- | -------- |
| Goud   | Galabin Bojevski  | BUL  | 162.5 kg | 195.0 kg | 357.5 kg |
| Zilver | Georgi Markov     | BUL  | 165.0 kg | 187.5 kg | 352.5 kg |
| Brons  | Sergei Lavrenov   | BLR  | 157.5 kg | 182.5 kg | 340.0 kg |
| 4      | Zhang Guozheng    | CHN  | 152.5 kg | 185.0 kg | 337.5 kg |
| 5      | Roedik Petrosjan  | ARM  | 147.5 kg | 187.5 kg | 335.0 kg |
| 6      | Valerios Leonidis | GRE  | 145.0 kg | 185.0 kg | 330.0 kg |
| 7      | Lee Bae-young     | KOR  | 142.5 kg | 187.5 kg | 330.0 kg |
| 8      | Kim Hak-bong      | KOR  | 147.5 kg | 182.5 kg | 330.0 kg |

### tot 77 kg
| rang   | sporter(s)       | land | trekken  | stoten   | totaal   |
| ------ | ---------------- | ---- | -------- | -------- | -------- |
| Goud   | Zhan Xugang      | CHN  | 160.0 kg | 207.5 kg | 367.5 kg |
| Zilver | Viktor Mitrou    | GRE  | 165.0 kg | 202.5 kg | 367.5 kg |
| Brons  | Arsen Melikjan   | ARM  | 167.5 kg | 197.5 kg | 365.0 kg |
| 4      | Sergej Filimonov | KAZ  | 167.5 kg | 195.0 kg | 362.5 kg |
| 5      | Ilirian Suli     | ALB  | 162.5 kg | 192.5 kg | 355.0 kg |
| 6      | Jon Chol Ho      | PRK  | 162.5 kg | 190.0 kg | 352.5 kg |
| 7      | Ingo Steinhöfel  | GER  | 160.0 kg | 190.0 kg | 350.0 kg |
| 8      | Dmytro Hnidenko  | UKR  | 160.0 kg | 190.0 kg | 350.0 kg |

### tot 85 kg
| rang   | sporter(s)        | land | trekken  | stoten   | totaal   |
| ------ | ----------------- | ---- | -------- | -------- | -------- |
| Goud   | Pyrros Dimas      | GRE  | 175.0 kg | 215.0 kg | 390.0 kg |
| Zilver | Marc Huster       | GER  | 177.5 kg | 212.5 kg | 390.0 kg |
| Brons  | Giorgi Asanidze   | GEO  | 180.0 kg | 210.0 kg | 390.0 kg |
| 4      | Krzysztof Siemion | POL  | 167.5 kg | 212.5 kg | 380.0 kg |
| 5      | Gagik Khachatryan | ARM  | 175.0 kg | 205.0 kg | 380.0 kg |
| 6      | Sergo Tsjakhojan  | AUS  | 175.0 kg | 202.5 kg | 377.5 kg |
| 7      | Christos Spyrou   | GRE  | 170.0 kg | 205.0 kg | 375.0 kg |
| 8      | Ernesto Quiroga   | CUB  | 165.0 kg | 210.0 kg | 375.0 kg |

### tot 94 kg
| rang   | sporter(s)            | land | trekken  | stoten   | totaal   |
| ------ | --------------------- | ---- | -------- | -------- | -------- |
| Goud   | Akakios Kakhiashvilis | GRE  | 185.0 kg | 220.0 kg | 405.0 kg |
| Zilver | Szymon Kołecki        | POL  | 182.5 kg | 222.5 kg | 405.0 kg |
| Brons  | Aleksej Petrov        | RUS  | 180.0 kg | 222.5 kg | 402.5 kg |
| 4      | Kouroush Bagheri      | IRI  | 187.5 kg | 215.0 kg | 402.5 kg |
| 5      | Vadim Vacarciuc       | MDA  | 177.5 kg | 220.0 kg | 397.5 kg |
| 6      | Zoltán Kovács         | HUN  | 180.0 kg | 217.5 kg | 397.5 kg |
| 7      | Bünyami Sudaş         | TUR  | 177.5 kg | 215.0 kg | 392.5 kg |
| 8      | Julio Luna Fermín     | VEN  | 177.5 kg | 215.0 kg | 392.5 kg |

### tot 105 kg
| rang   | sporter(s)         | land | trekken  | stoten   | totaal   |
| ------ | ------------------ | ---- | -------- | -------- | -------- |
| Goud   | Hossein Tavakoli   | IRI  | 190.0 kg | 235.0 kg | 425.0 kg |
| Zilver | Alan Tsagajev      | BUL  | 187.5 kg | 235.0 kg | 422.5 kg |
| Brons  | Said Saif Asaad    | QAT  | 190.0 kg | 230.0 kg | 420.0 kg |
| 4      | Igor Razorjonov    | UKR  | 192.5 kg | 227.5 kg | 420.0 kg |
| 5      | Jevgeni Tsjigisjev | RUS  | 190.0 kg | 225.0 kg | 415.0 kg |
| 6      | Alexandru Bratan   | MDA  | 190.0 kg | 220.0 kg | 410.0 kg |
| 7      | Florin Vlad        | ROU  | 180.0 kg | 225.0 kg | 405.0 kg |
| 8      | Grzegorz Kleszcz   | POL  | 185.0 kg | 220.0 kg | 405.0 kg |

### boven 105 kg
| rang   | sporter(s)         | land | trekken  | stoten   | totaal   |
| ------ | ------------------ | ---- | -------- | -------- | -------- |
| Goud   | Hossein Reza Zadeh | IRI  | 212.5 kg | 260.0 kg | 472.5 kg |
| Zilver | Ronny Weller       | GER  | 210.0 kg | 257.5 kg | 467.5 kg |
| Brons  | Andrej Sjemerkin   | RUS  | 202.5 kg | 260.0 kg | 462.5 kg |
| 4      | Jaber Said Salem   | QAT  | 205.0 kg | 255.0 kg | 460.0 kg |
| 5      | Kim Tae-hyun       | KOR  | 200.0 kg | 260.0 kg | 460.0 kg |
| 6      | Viktors Ščerbatihs | LAT  | 202.5 kg | 250.0 kg | 452.5 kg |
| 7      | Paweł Najdek       | POL  | 185.0 kg | 240.0 kg | 425.0 kg |
| 8      | Tibor Stark        | HUN  | 195.0 kg | 230.0 kg | 425.0 kg |

## Dames

### tot 48 kg
| rang   | sporter(s)          | land | trekken | stoten   | totaal   |
| ------ | ------------------- | ---- | ------- | -------- | -------- |
| Goud   | Tara Nott           | USA  | 82.5 kg | 102.5 kg | 185.0 kg |
| Zilver | Raema Lisa Rumbewas | INA  | 80.0 kg | 105.0 kg | 185.0 kg |
| Brons  | Sri Indriyani       | INA  | 82.5 kg | 100.0 kg | 182.5 kg |
| 4      | Kay Thi Win         | MYA  | 80.0 kg | 100.0 kg | 180.0 kg |
| 5      | Robin Goad          | USA  | 77.5 kg | 100.0 kg | 177.5 kg |
| 6      | Kaori Niyanagi      | JPN  | 75.0 kg | 100.0 kg | 175.0 kg |
| 7      | Eva Giganti         | ITA  | 77.5 kg | 92.5 kg  | 170.0 kg |
| 8      | Sabrina Richard     | FRA  | 70.0 kg | 87.5 kg  | 157.5 kg |

### tot 53 kg
| rang   | sporter(s)                  | land | trekken  | stoten   | totaal   |
| ------ | --------------------------- | ---- | -------- | -------- | -------- |
| Goud   | Yang Xia                    | CHN  | 100.0 kg | 125.0 kg | 225.0 kg |
| Zilver | Li Feng-Ying                | TPE  | 97.5 kg  | 115.0 kg | 212.5 kg |
| Brons  | Winarni Binti Slamet        | INA  | 90.0 kg  | 112.5 kg | 202.5 kg |
| 4      | Franca Gbodo                | NGR  | 85.0 kg  | 110.0 kg | 195.0 kg |
| 5      | Swe Swe Win                 | MYA  | 85.0 kg  | 110.0 kg | 195.0 kg |
| 6      | Thing Baija Sanamacha Chanu | IND  | 85.0 kg  | 110.0 kg | 195.0 kg |
| 7      | Mari Nakaga                 | JPN  | 77.5 kg  | 105.0 kg | 182.5 kg |
| 8      | Marioara Munteanu           | ROU  | 82.5 kg  | 97.5 kg  | 180.0 kg |

### tot 58 kg
| rang   | sporter(s)              | land | trekken | stoten   | totaal   |
| ------ | ----------------------- | ---- | ------- | -------- | -------- |
| Goud   | Soraya Jimenez Mendivil | MEX  | 95.0 kg | 127.5 kg | 222.5 kg |
| Zilver | Ri Song Hui             | PRK  | 97.5 kg | 122.5 kg | 220.0 kg |
| Brons  | Khassaraporn Suta       | THA  | 92.5 kg | 117.5 kg | 210.0 kg |
| 4      | Maryse Turcotte         | CAN  | 90.0 kg | 115.0 kg | 205.0 kg |
| 5      | Aleksandra Klejnowska   | POL  | 90.0 kg | 112.5 kg | 202.5 kg |
| 6      | Moe Nwe Khin            | MYA  | 90.0 kg | 110.0 kg | 200.0 kg |
| 7      | Natalja Skakoen         | UKR  | 85.0 kg | 112.5 kg | 197.5 kg |
| 8      | Anna Batsioesjko        | BLR  | 90.0 kg | 107.5 kg | 197.5 kg |

### tot 63 kg
| rang   | sporter(s)           | land | trekken  | stoten   | totaal   |
| ------ | -------------------- | ---- | -------- | -------- | -------- |
| Goud   | Chen Xiaomin         | CHN  | 112.5 kg | 130.0 kg | 242.5 kg |
| Zilver | Valentina Popova     | RUS  | 107.5 kg | 127.5 kg | 235.0 kg |
| Brons  | Ioanna Chatziioannou | GRE  | 97.5 kg  | 125.0 kg | 222.5 kg |
| 4      | Saipin Detsaeng      | THA  | 102.5 kg | 120.0 kg | 222.5 kg |
| 5      | Kim Yong Ok          | PRK  | 90.0 kg  | 115.0 kg | 205.0 kg |
| 6      | Amanda Phillips      | AUS  | 82.5 kg  | 107.5 kg | 190.0 kg |
| 7      | Josefa Pérez         | ESP  | 85.0 kg  | 102.5 kg | 187.5 kg |
| 8      | Nora Koppel          | ARG  | 80.0 kg  | 102.5 kg | 182.5 kg |

### tot 69 kg
| rang   | sporter(s)          | land | trekken  | stoten   | totaal   |
| ------ | ------------------- | ---- | -------- | -------- | -------- |
| Goud   | Lin Weining         | CHN  | 110.0 kg | 132.5 kg | 242.5 kg |
| Zilver | Erzsébet Márkus     | HUN  | 112.5 kg | 130.0 kg | 242.5 kg |
| Brons  | Karnam Malleswari   | IND  | 110.0 kg | 130.0 kg | 240.0 kg |
| 4      | Milena Trendafilova | BUL  | 100.0 kg | 132.5 kg | 232.5 kg |
| 5      | Daniela Kerkelova   | BUL  | 100.0 kg | 132.5 kg | 232.5 kg |
| 6      | Irina Kassimova     | RUS  | 100.0 kg | 130.0 kg | 230.0 kg |
| 7      | Pawina Thongsuk     | THA  | 100.0 kg | 125.0 kg | 225.0 kg |
| 8      | Beata Prei          | POL  | 100.0 kg | 125.0 kg | 225.0 kg |

### tot 75 kg
| rang   | sporter(s)         | land | trekken  | stoten   | totaal   |
| ------ | ------------------ | ---- | -------- | -------- | -------- |
| Goud   | María Urrutia      | COL  | 110.0 kg | 135.0 kg | 245.0 kg |
| Zilver | Ruth Ogbeifo       | NGR  | 105.0 kg | 140.0 kg | 245.0 kg |
| Brons  | Kuo Yi-Hang        | TPE  | 107.5 kg | 137.5 kg | 245.0 kg |
| 4      | Kim Soon-hee       | KOR  | 105.0 kg | 135.0 kg | 240.0 kg |
| 5      | Gyöngyi Likerecz   | HUN  | 105.0 kg | 122.5 kg | 227.5 kg |
| 6      | Svetlana Khabirova | RUS  | 102.5 kg | 125.0 kg | 227.5 kg |
| 7      | Cara Heads-Lane    | USA  | 102.5 kg | 120.0 kg | 222.5 kg |
| 8      | Wanda Rijo         | DOM  | 95.0 kg  | 120.0 kg | 215.0 kg |

### boven 75 kg
| rang   | sporter(s)        | land | trekken  | stoten   | totaal   |
| ------ | ----------------- | ---- | -------- | -------- | -------- |
| Goud   | Ding Meiyuan      | CHN  | 135.0 kg | 165.0 kg | 300.0 kg |
| Zilver | Agata Wróbel      | POL  | 132.5 kg | 162.5 kg | 295.0 kg |
| Brons  | Cheryl Haworth    | USA  | 125.0 kg | 145.0 kg | 270.0 kg |
| 4      | Carmenza Delgado  | COL  | 115.0 kg | 145.0 kg | 260.0 kg |
| 5      | Helen Idahosa     | NGR  | 110.0 kg | 140.0 kg | 250.0 kg |
| 6      | Monique Riesterer | GER  | 112.5 kg | 132.5 kg | 245.0 kg |
| 7      | Mun Kyung-ae      | KOR  | 110.0 kg | 135.0 kg | 245.0 kg |
| 8      | Olivia Baker      | NZL  | 105.0 kg | 130.0 kg | 235.0 kg |

## Medaillespiegel
| rang   | land             | goud | zilver | brons | totaal |
| ------ | ---------------- | ---- | ------ | ----- | ------ |
| 1      | China            | 5    | 1      | 1     | 7      |
| 2      | Griekenland      | 2    | 2      | 1     | 5      |
| 3      | Iran             | 2    | 0      | 0     | 2      |
| 4      | Bulgarije        | 1    | 2      | 0     | 3      |
| 5      | Verenigde Staten | 1    | 0      | 1     | 2      |
| 6      | Colombia         | 1    | 0      | 0     | 1      |
| 6      | Kroatië          | 1    | 0      | 0     | 1      |
| 6      | Mexico           | 1    | 0      | 0     | 1      |
| 6      | Turkije          | 1    | 0      | 0     | 1      |
| 10     | Duitsland        | 0    | 2      | 0     | 2      |
| 10     | Polen            | 0    | 2      | 0     | 2      |
| 12     | Indonesië        | 0    | 1      | 2     | 3      |
| 12     | Rusland          | 0    | 1      | 2     | 3      |
| 14     | Chinees Taipei   | 0    | 1      | 1     | 2      |
| 15     | Hongarije        | 0    | 1      | 0     | 1      |
| 15     | Nigeria          | 0    | 1      | 0     | 1      |
| 15     | Noord-Korea      | 0    | 1      | 0     | 1      |
| 18     | Wit-Rusland      | 0    | 0      | 2     | 2      |
| 19     | Armenië          | 0    | 0      | 1     | 1      |
| 19     | Georgië          | 0    | 0      | 1     | 1      |
| 19     | India            | 0    | 0      | 1     | 1      |
| 19     | Qatar            | 0    | 0      | 1     | 1      |
| 19     | Thailand         | 0    | 0      | 1     | 1      |
| totaal | totaal           | 15   | 15     | 15    | 45     |

Athene 1896 · 
St. Louis 1904 · 
Antwerpen 1920 · 
Parijs 1924 · 
Amsterdam 1928 · 
Los Angeles 1932 · 
Berlijn 1936 · 
Londen 1948 · 
Helsinki 1952 · 
Melbourne 1956 · 
Rome 1960 · 
Tokio 1964 · 
Mexico-stad 1968 · 
München 1972 · 
Montréal 1976 · 
Moskou 1980 · 
Los Angeles 1984 · 
Seoel 1988 · 
Barcelona 1992 · 
Atlanta 1996 · 
Sydney 2000 · 
Athene 2004 · 
Peking 2008 · 
Londen 2012 · 
Rio de Janeiro 2016 · 
Tokio 2020 · 
Parijs 2024 · 
Los Angeles 2028 
Medaillewinnaars
Atletiek · Badminton · Basketbal · Boksen · Boogschieten · Gewichtheffen · Gymnastiek · Handbal · Hockey · Honkbal · Judo · Kanovaren · Moderne vijfkamp · Paardensport · Roeien · Schermen · Schietsport · Schoonspringen · Softbal · Synchroonzwemmen · Taekwondo · Tafeltennis · Tennis · Triatlon · Voetbal · Volleybal · Waterpolo · Wielersport · Worstelen · Zeilen · Zwemmen